# Novodarivka, Huleaipole
Novodarivka (în ucraineană Новодарівка) este un sat în comuna Prîiutne din raionul Huleaipole, regiunea Zaporijjea, Ucraina.

## Demografie
Componența lingvistică a localității Novodarivka
     Ucraineană (86,27%)
     Rusă (11,76%)
Conform recensământului din 2001, majoritatea populației localității Novodarivka era vorbitoare de ucraineană (86,27%), existând în minoritate și vorbitori de rusă (11,76%).